# Hauptbahnhof (metrostation München)
Hauptbahnhof is een metrostation in de wijk Ludwigsvorstadt van de Duitse stad München. Het station werd geopend op 18 oktober 1980 en wordt bediend door de lijnen U1, U2, U4, U5, U7 en U8, van de metro van München.

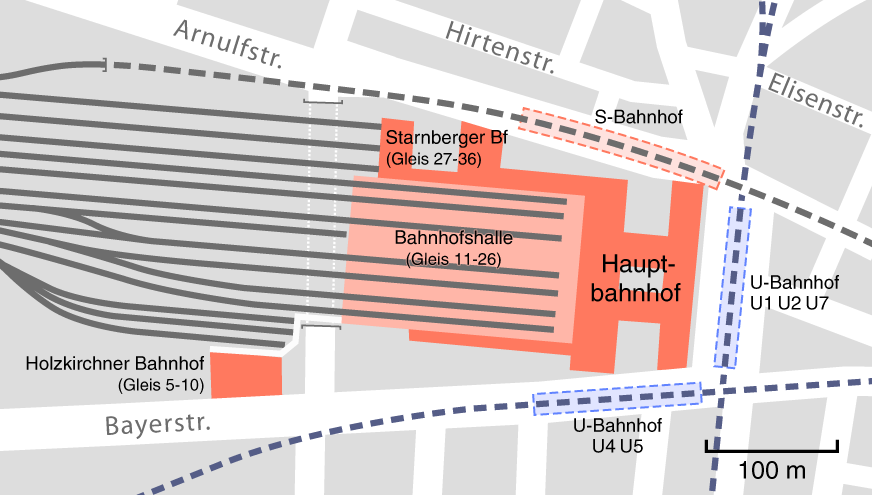
Indeling München Hbf

Het station van de U-bahn ligt bij het spoorwegstation München Hauptbahnhof en bestaat uit twee aparte delen, twee ondergrondse metrostations op aparte kokers. Het station voor de metrolijnen U1, U2, U7 en U8 ligt het diepst op een niveau van -4. Dit station heeft 4 sporen en twee eilandperrons, en ligt in een noord-zuidrichting. In eerste instantie was het station gepland onder Warenhuis Hertie. Om de overstaptijd tussen de treinen en de andere metrolijnen te verkorten is besloten om het station aan te leggen op de huidige locatie. De bouw begon in de voorjaar van 1975, waardoor het nodig was om het hele voorplein op te breken. Gekozen was voor een wanden-dakmethode door de grote breedte van het station. Dit betekent dat eerst de zijwanden het dak wordt gebouwd en vervolgens worden de onderste etages gebouwd. Dit station werd geopend op 18 oktober 1980.
De station van de metrolijnen U4 en U5 ligt op hetzelfde niveau als de S-bahn, maar ligt ten zuiden van het station (onder de Bayerstraße). Het station is geopend op 10 maart 1984. Via een tussenvloer worden het station van de lijnen U1 en U2 verbonden met het station van de lijnen U4 en U5.
Alle lijnen rijden overdag in een 10-minutenfrequentie. In de spits wordt deze frequentie verhoogd naar 5 minuten en in de ochtend en avond verlaagd naar 20 minuten. U7 rijdt alleen in de spits en U8 alleen op zaterdagmiddag.